# 12681 Pevear
12681 Pevear este o planetă minoră (asteroid) din centura de asteroizi. A fost descoperită pe 24 octombrie 1981 la Observatorul Palomar de Schelte J. Bus. 
Obiectul prezintă o orbită caracterizată de o semiaxă mare de 2,7321807 UAi, o excentricitate de 0,23, o înclinație de 14,09395 ° în raport cu ecliptica.